# Leopoldina (Mitteilungen)
Die Leopoldina war eine ab Ende der 1850er Jahre von der späteren Deutschen Akademie der Naturforscher Leopoldina herausgegebene Zeitschrift, zugleich Mitteilungsblatt mit Berichten der Bildungseinrichtung. Nahezu sämtliche Ausgaben bis 1923 sind kostenfrei online zugänglich über die Biodiversity Heritage Library, andere Jahrgänge auch über die Bayerische Staatsbibliothek.

## Geschichte und Beschreibung
Das Blatt erschien ab 1859 anfangs im Verlag Quelle & Meyer unter anderem in Leipzig mit dem Titelzusatz als amtliches Organ der Kaiserlich-Leopoldino-Carolinischen Deutschen Akademie der Naturforscher, später in dem in Halle an der Saale angesiedelten Kreuz-Verlag. Mindestens im Jahr 1894 fungierte Carl Hermann Knoblauch als Herausgeber.
Die zweite Reihe erschien von 1926 bis 1928 mit dem Zusatz Berichte der Kaiserlich-Deutschen Akademie der Naturforscher zu Halle, die dritte von 1929 und 1930 mit dem Titelzusatz Berichte der Kaiserlich-Leopoldinischen Deutschen Akademie der Naturforscher zu Halle.
Zeitweilig lag die Zeitschrift der Nova acta Academiae Caesareae Leopoldino-Carolinae Germanicae Naturae Curiosorum bei.
Die Leopoldina. Mitteilungen der Deutschen Akademie der Naturforscher Leopoldina erschien schließlich ab 1931, bevor sie 1990 in der Nachfolgepublikation Jahrbuch ... / Deutsche Akademie der Naturforscher Leopoldina, Nationale Akademie der Wissenschaften fortgeführt wurde.